# Diederik Jansz Graeff
Pour les articles homonymes, voir Graeff.
Dirck Jansz Graeff (Diederik), seigneur de Vredenhof et Valckeveen, né en 1532 et mort le 25 juillet 1589, est un armateur, marchand et politicien néerlandais, notamment bourgmestre d'Amsterdam.

## Biographie
Dirck Jansz Graeff est le fils de Jan Pietersz Graeff (1512-1553), conseiller d'Amsterdam, et de Stein Braseman. Il est issu de la famille aristocrate des de Graeff. Diederik Graeff influence sur la Réforme protestante d'Amsterdam en collaboration étroite avecson frère Lenart Jansz de Graeff, pour s'opposer à la tyrannie des Espagnols. Il fut ami de Guillaume Ier d'Orange-Nassau, et en 1576 délégué des États généraux des Pays-Bas. En 1584/85, sa fortune personnelle est estimée à 140 000 florins et comme l'homme le plus riche d'Amsterdam. En 1578, il devient maire d'Amsterdam.
Dirck Jansz Graeff avait épousé à Amsterdam en 1557 Agniet Pietersdr van Neck († 1576), et avait eu:
- Weyntje Dircksz (de) Graeff ; mariée à Jacob Boelens Loen, régent et maire l'Amsterdam
- Jan Dircksz Graeff († 1627)
- Jacob Dircksz de Graeff (1570-1638), seigneur de libre de Zuid-Polsbroek, régent et maire d'Amsterdam; mariée à Aeltje Boelens Loen († 1620)
- Pieter Dircksz Graeff (1573-1645), seigneur d'Engelenburg, conseiller d'Amsterdam
- Cornelis Dircksz Graeff; mariée à N. N. Vercroft (van Crocht)